# Ceceba
Ceceba Group GmbH (Eigenschreibweise CECEBA) ist ein deutscher Hersteller von Tag- und Nachtwäsche für Herren mit Sitz in Balingen. Neben der Eigenmarke Ceceba und der Marke Götzburg, ergänzen die Wäschelizenzen von Tom Tailor, Baldessarini und Bugatti das Markenportfolio. Das Unternehmen ist seit 1893 in Familienbesitz und wird in vierter und fünfter Generation von Jürgen Schäfer und Kim Manta-Schäfer geführt. 

## Geschichte

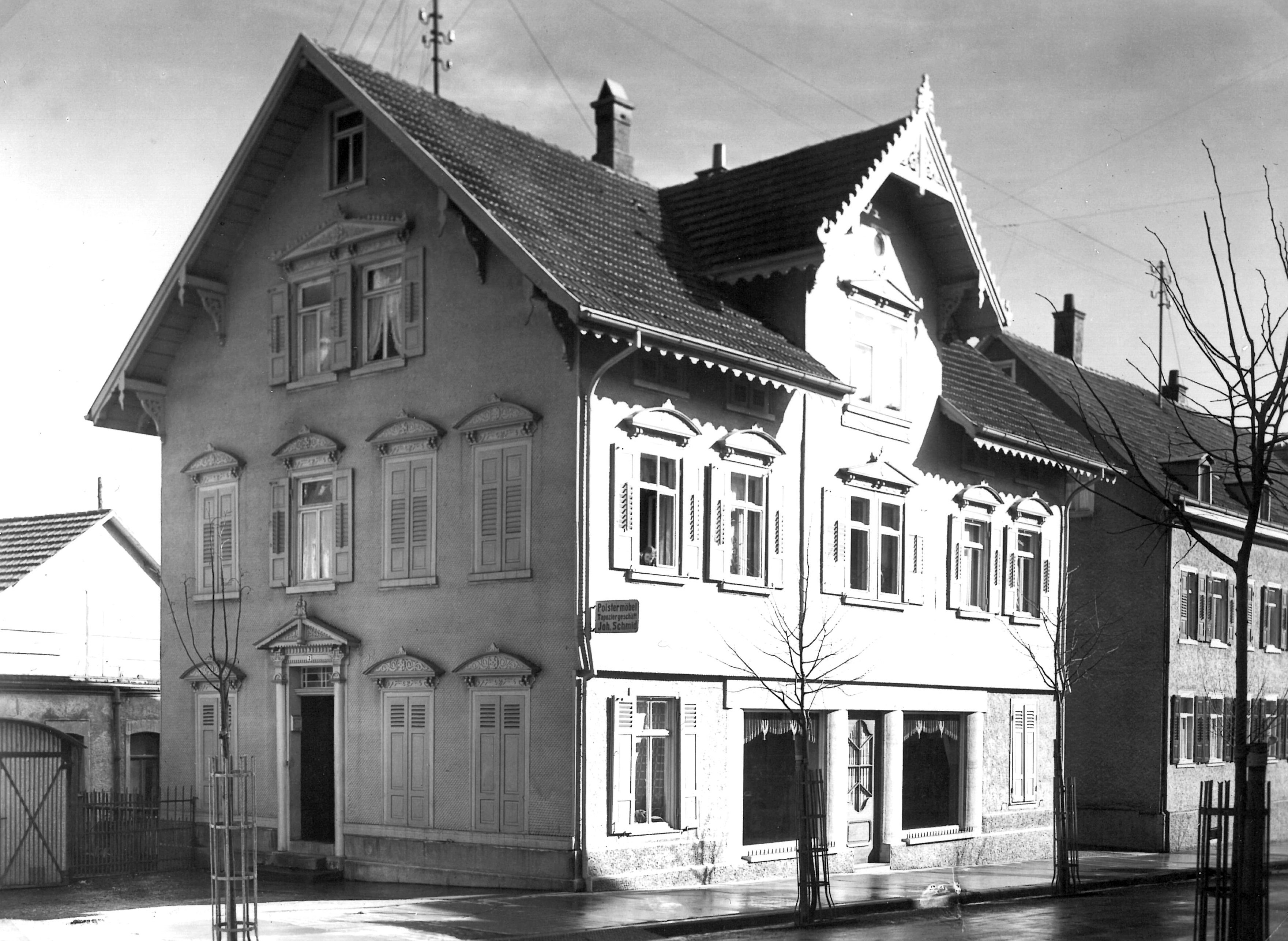
Erste Produktionsstätte ab 1. April 1893

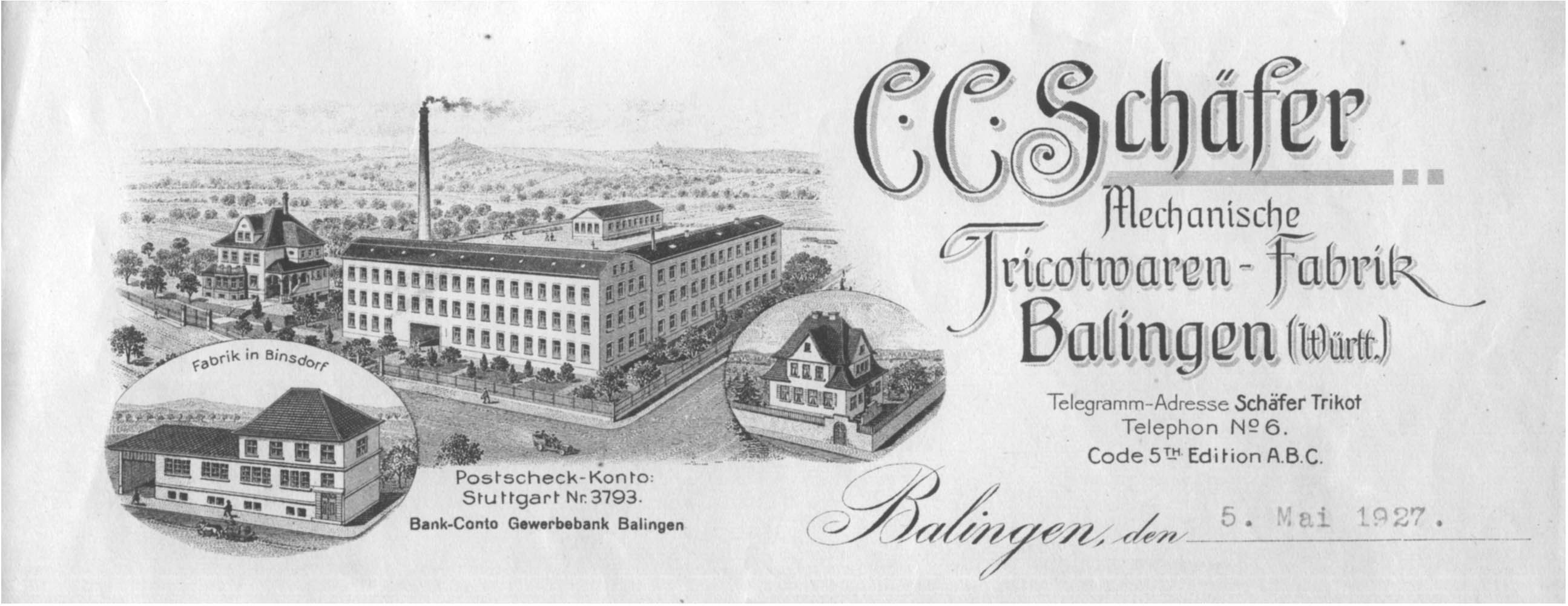
Ceceba 1900

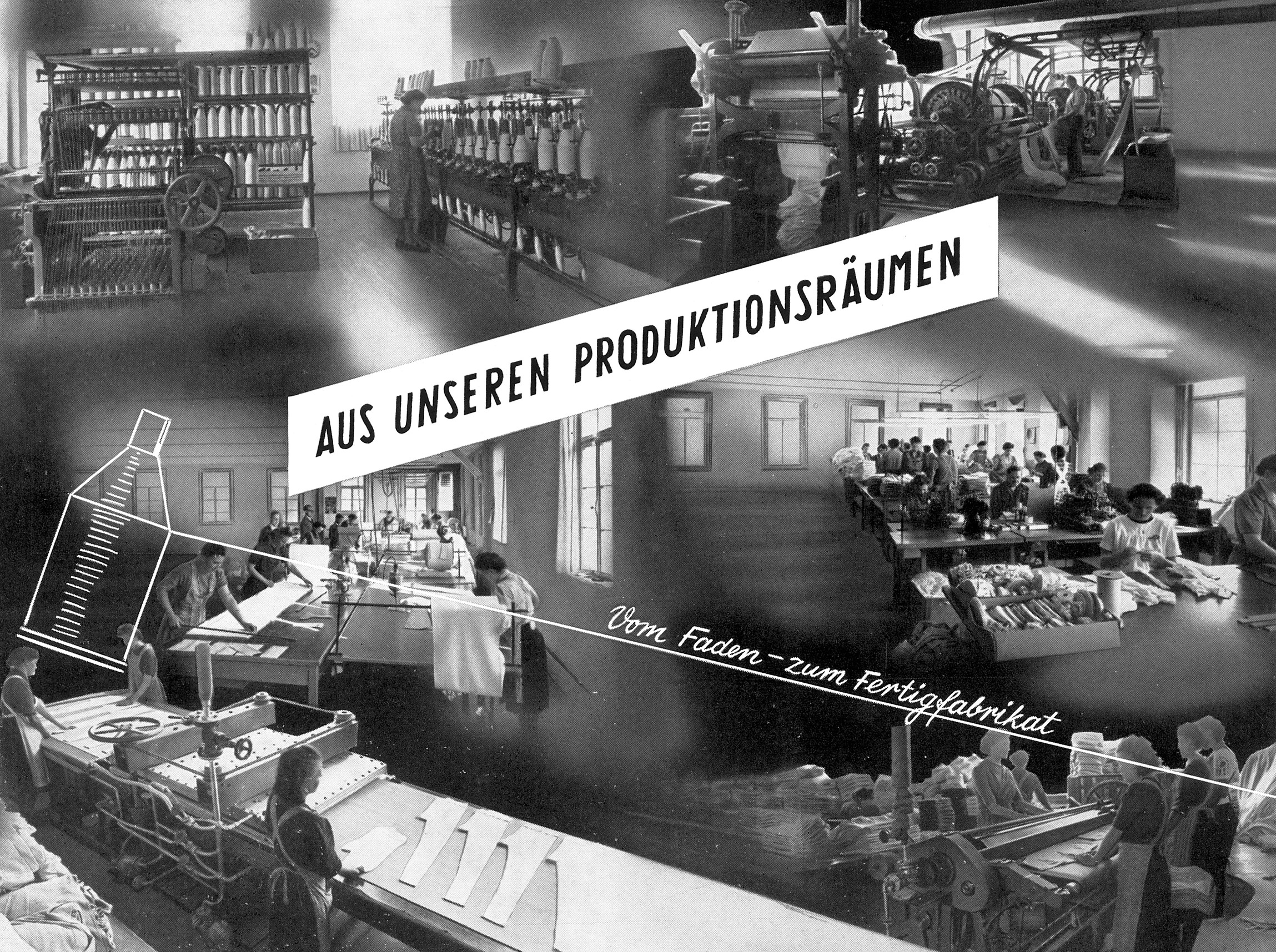
Produktion im Jahr 1953

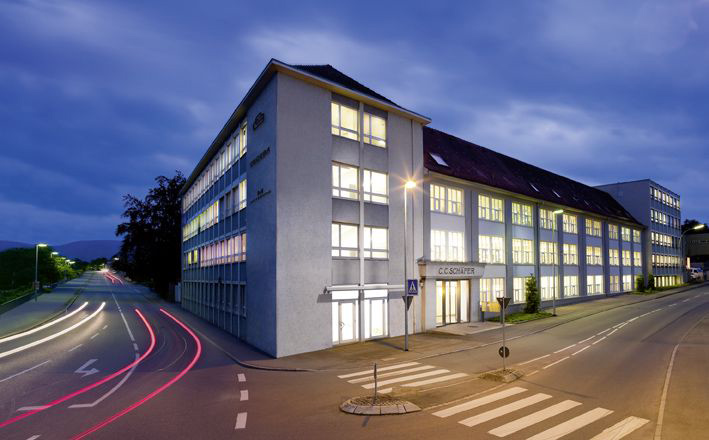
Ceceba, Außenansicht 2016

1893 gründete Carl Christian Schäfer die Tricotagenfabrik Fa. Hertler & Schäfer. Vier Jahre später wurde aus dem Unternehmen die Marke Ceceba, deren Name aus Initialen des Gründers C. C. Schäfer und dem Firmensitz Balingen gebildet wird. Während zu Beginn noch Unterwäsche für Herren, Damen und Kinder gefertigt wurde, erfolgte später eine Spezialisierung auf Tag- und Nachtwäsche für Herren sowie Nachtwäsche für Damen.
1921 trat Erwin Schäfer zur Unterstützung seines Vaters in das Unternehmen ein. 1933 zählte die Belegschaft rund 200 Personen. 1944 starb der Firmengründer und Erwin Schäfer übernahm die alleinige Verantwortung. In der Nachkriegszeit erfolgte der Wiederaufbau des durch Bombenschäden und die Demontage von Maschinen und Einrichtungen schwer geschädigten Unternehmens. Weiteren Aufschwung brachte die Zeit des deutschen Wirtschaftswunders Anfang der Fünfzigerjahre. Der Ausbau der Fabrikanlagen sowie Neubauten, Modernisierung und Automatisierung waren kennzeichnend für diese Zeit. 1966 beerbten Wolfgang und Helmut Schäfer ihren Vater in der Geschäftsführung. Unter ihrer Ägide wurde Ceceba offizieller Ausrüster der deutschen Olympiamannschaft 1972 für die Sommerspiele in München und Winterspiele in Sapporo, 1976 für die Sommerspiele in Montreal und Winterspiele in Innsbruck, 1980 für die Sommerspiele in Moskau und Winterspiele in Lake Placid und die Sommerspiele in Los Angeles 1984. Zwischen 1982 und 1991 war Ceceba der deutsche Lizenznehmer der amerikanischen Marke Champion. Das Unternehmen wirbt beim Handballbundesligist HBW Balingen-Weilstetten, beim Deutschen Handballbund und bei einigen regionale Fußballvereine in der Oberliga.
2017 wurde der neue Online-Shop für Endkunden Kunden namens Maskador und parallel dazu die Maskador GmbH ins Leben gerufen.
Seit 1989 wird Ceceba in vierter Generation von Jürgen Schäfer geführt, 2021 stieg mit Kim Manta-Schäfer die fünfte Generation in die Geschäftsführung mit ein. Seit August 2023 ergänzt ihr Bruder Nick Schäfer die Führungsriege.

## Produkte
Ceceba legt sowohl für das Herren Tag- wie für das Nachtwäschesegment saisonal zwei neue Kollektionen auf. Produkte der Marke Ceceba sind durch das Hohenstein Institute nach OEKO-TEX Standard 100, Zert. Nr. A99-0535 geprüft und zertifiziert.[9][10] Die Ceceba hergestellte Marke Götzburg mit Zert. Nr. A06-0388. Voraussetzung für die Zertifizierung von Produkten nach OEKO-TEX Standard 100 ist, dass sämtliche Bestandteile eines Artikels den geforderten Kriterien entsprechen – neben dem Oberstoff also beispielsweise auch die Nähgarne, Einlagen, Drucke etc. sowie nicht-textiles Zubehör wie Knöpfe, Reißverschlüsse, Nieten usw. sowie alle Produktionsstufen entlang der textilen Wertschöpfungskette geprüft werden.

## Vertrieb
Der Vertrieb erfolgt neben dem Heimatmarkt Deutschland in weiteren 35 Ländern. Beliefert werden mehr als 10.000 Kunden weltweit mit mehr als sieben Millionen Wäscheteilen pro Jahr. Um ihren Kunden ein breites, kontrastreiches Sortiment zu bieten, arbeitet die Ceceba Group mit einer Multilabel-Strategie. Händler haben so die Möglichkeit, mit nur einem Partner mehrere Verbraucher-Zielgruppen anzusprechen. Knapp 25 000 Quadratmeter Lagerfläche und ein breit aufgestelltes NOS-Programm (Never out of Stock) mit rund 2 Millionen Teilen garantieren, dass Händler ihre Ware innerhalb von 48 Stunden erhalten. Mit Hilfe eines KI gestützten Bewirtschaftungssystems können Händler die eigenen Flächen optimal auf die Bedürfnisse der Konsumenten anpassen. So ist kein Personal zur Steuerung der Fläche vor Ort notwendig und es entstehen keine Leerflächen auf Grund der automatischen Nachlieferung.

## Engagement
Seit der Gründung im Jahr 2006 unterstützte die Ceceba-Kinderstiftung drei Kinder-Hilfsprojekte in Deutschland: die Off Road Kids Stiftung zur Unterstützung von Straßenkindern in Deutschland, die Katharinenhöhe, eine Rehabilitationsklinik für Kinder mit ihren Familien, sowie den Verein „Children of the Night e.V.“ Zudem fördert die Stiftung das International Garment Training Center in Bogor, Schule für textilorientierte Ausbildung in Indonesien, in Not geratene Länder. 2011 wurde die Kindervilla Balingen mit der Unterstützung der Stiftung eingeweiht.